# Joe Satriani
Joseph "Satch" Satriani (sinh ngày 15 tháng 7 năm 1956 tại Westbury, New York, Hoa Kỳ) là một nghệ sĩ ghi-ta rock người Hoa Kỳ. Thời đầu sự nghiệp ông là thầy dạy ghi ta có vài học trò sau này nổi danh với kĩ thuật ghi ta điêu luyện, chẳng hạn Steve Vai. Ông trở thành nghệ sĩ tiên phong có nhiều ảnh hưởng trong dòng nhạc rock hòa tấu, đã lập chương trình biểu diễn mang tên G3 quy tụ nhiều nghệ sĩ ghi ta tên tuổi, đồng thời từng trình diễn chung với nhiều nghệ sĩ khác.
Năm 1988 ông được ca sĩ Mick Jagger của ban nhạc huyền thoại The Rolling Stones chọn làm cầm thủ chính cho đợt lưu diễn solo lần thứ hai của mình. Năm 1994 ông là cầm thủ chính trong ban nhạc Deep Purple. Ông thường diễn chung với nhiều nghệ sĩ có phong cách âm nhạc đa dạng, như Steve Vai, John Petrucci, Eric Johnson, Larry LaLonde, Yngwie Malmsteen, Brian May, Patrick Rondat, Andy Timmons, Paul Gilbert, Robert Fripp qua chương trình G3 hàng năm.
Ông chịu ảnh hưởng sâu sắc từ những nghệ sĩ ghi ta huyền thoại như Jimi Hendrix, Jimmy Page, Jeff Beck. Từ năm 1988 ông sử dụng nhãn hiệu ghi ta của riêng mình là Ibanez JS Series mà hiện nay được bán rộng khắp. Ông cũng có một nhãn hiệu amplifier riêng tên Peavey JSX cùng loại pedal ghi ta điện nhãn Vox Satchurator. Ông hiện là người được đề cử giải Grammy nhiều lần nhất (15 lần) nhưng chưa bao giờ đạt giải.
| Năm  | Album                                  | Thể loại                                                      |
| ---- | -------------------------------------- | ------------------------------------------------------------- |
| 1989 | Always With Me, Always With You        | Best Pop Instrumental Performance                             |
| 1989 | Surfing with the Alien                 | Best Rock Instrumental Performance                            |
| 1990 | The Crush of Love                      | Best Rock Instrumental Performance                            |
| 1991 | Flying in a Blue Dream                 | Best Rock Instrumental Performance                            |
| 1993 | The Extremist                          | Best Rock Instrumental Performance                            |
| 1994 | Speed of Light                         | Best Rock Instrumental Performance                            |
| 1995 | All Alone                              | Best Rock Instrumental Performance                            |
| 1997 | (You're) My World                      | Best Rock Instrumental Performance                            |
| 1998 | Summer Song (Live)                     | Best Rock Instrumental Performance                            |
| 1999 | A Train of Angels                      | Best Rock Instrumental Performance                            |
| 2001 | Until We Say Goodbye                   | Best Rock Instrumental Performance                            |
| 2002 | Always With Me, Always With You (Live) | Best Rock Instrumental Performance from Live in San Francisco |
| 2003 | Starry Night                           | Best Rock Instrumental Performance                            |
| 2006 | Super Colossal                         | Best Rock Instrumental Performance                            |
| 2008 | Always With Me, Always With You (Live) | Best Rock Instrumental Performance from Satriani Live!        |

## Nhạc sử

### Album solo
- 1986 - Not of This Earth
- 1987 - Surfing with the Alien - Đĩa bạch kim (Hoa Kỳ)[7]
- 1989 - Flying in a Blue Dream - Đĩa vàng (Hoa Kỳ)[7]
- 1992 - The Extremist - Đĩa vàng (Hoa Kỳ)[7]
- 1993 - Time Machine - Đĩa vàng (Hoa Kỳ)[7]
- 1995 - Joe Satriani
- 1998 - Crystal Planet
- 2000 - Engines of Creation
- 2002 - Strange Beautiful Music
- 2004 - Is There Love in Space?
- 2006 - Super Colossal
- 2008 - Professor Satchafunkilus and the Musterion of Rock

### EPs
- 1984 - The Joe Satriani EP
- 1988 - Dreaming #11 - Đĩa vàng (Hoa Kỳ)[7]
- 2000 - Additional Creations

### Biên soạn
- 1993 - The Beautiful Guitar
- 2003 - The Electric Joe Satriani: An Anthology
- 2005 - One Big Rush
- 2008 - Joe Satriani Original Album Classics

### Album trình diễn
- 1993 - Time Machine
- 2001 - Live in San Francisco
- 2006 - Satriani Live!

### Với các nghệ sĩ khác
| Năm  | Cộng sự                                                     | Album                         |
| ---- | ----------------------------------------------------------- | ----------------------------- |
| 1986 | Crowded House                                               | Crowded House                 |
| 1986 | Greg Kihn                                                   | Love And Rock And Roll        |
| 1987 | Danny Gottleib                                              | Aquamarine                    |
| 1988 | Stuart Hamm                                                 | Radio Free Albemuth           |
| 1991 | Alice Cooper                                                | Hey Stoopid                   |
| 1992 | Spinal Tap                                                  | Break Like the Wind           |
| 1997 | Steve Vai / Eric Johnson                                    | G3: Live in Concert           |
| 1997 | Steve Vai / Alex Lifeson / Joe Perry                        | Merry Axemas Volume 1         |
| 2003 | Steve Vai / Yngwie Malmsteen                                | G3: Rockin' in the Free World |
| 2003 | The Yardbirds                                               | Birdland                      |
| 2005 | Steve Vai / John Petrucci                                   | G3: Live in Tokyo             |
| 2006 | Ian Gillan                                                  | Gillan's Inn                  |
| 2007 | John 5                                                      | The Devil Knows My Name       |
| 2007 | Dream Theater                                               | Systematic Chaos              |
| 2008 | Funtwo                                                      | Youtube live                  |
| 2009 | Chickenfoot (cùng Sammy Hagar, Michael Anthony, Chad Smith) | Chickenfoot                   |